# 채권자취소권 사건
채권자취소권 사건(민법 제406조 제1항 위헌소원)(2007.10.25. 2005헌바96)은 대한민국 헌법재판소 판례이다.

## 사실관계
황모하는 모모캐미칼의 대표이사로서 모모캐미칼의 모모보증기금에 대한 신용보증약정에 따른 구상금채무에 관하여 연대보증하였다. 황모하는 모모캐미칼이 거래정지처분을 받기 직전, 청구인에게 김포시 모모동 소재 아파트에 관한 소유권이전등기를 경료하였다. 이에 모모보증기금은 청구인을 상대로 황모하와 청구인 사이에 체결된 위 아파트에 관한 매매계약을 취소하고, 청구인은 황모하에게 위 아파트에 관하여 경료된 소유권이전등기의 말소등기절차를 이행하라는 내용의 소송을 제기하였고, 청구인은 위 소송 계속중 위 법원에 신용보증기금의 사해행위취소권 행사의 법률상의 근거인 민법 제406조 제1항에 관하여 위헌심판제청신청을 하였다가 기각되자 이 사건 헌법소원을 제기하였다.

## 관련조문
제406조[채권자취소권]
(1) 채무자가 채권자를 해함을 알고 재산권을 목적으로 한 법률행위를 한 때에는 채권자는 그 취소 및 원상회복을 법원에 청구할 수 있다. 그러나 그 행위로 인하여 이익을 받은 자나 전득한 자가 그 행위 또는 전득 당시에 채권자를 해함을 알지 못한 경우에는 그러하지 아니하다.

## 주문
민법 제406조 제1항 중 '이익을 받은 자'에 관한 부분은 헌법에 위반되지 아니한다.

## 이유

### 쟁점의 정리
이 사건 법률조항으로 인하여 채권자의 재산권과 채무자 및 수익자의 일반적 행동의 자유, 그리고 채권자의 재산권과 수익자의 재산권이 동일한 장에서 충돌하는 문제가 발생하게 되는 것이다.

### 채무자 및 수익자의 일반적 행동의 자유와 수익자의 재산권 침해 여부
채권자의 재산권과 채무자 및 수익자의 일반적 행동의 자유권 중 어느 하나를 상위기본권이라고 할 수 없을 것이고, 채권자의 재산권과 수익자의 재산권 사이에서도 어느 쪽이 우월하다고 할 수는 없을 것이기 때문이다. 따라서 이러한 경우에는 헌법의 통일성을 유지하기 위하여 상충하는 기본권 모두가 최대한으로 그 기능과 효력을 발휘할 수 있도록 조화로운 방법을 모색하되(규범조화적 해석), 법익형량의 원리, 입법에 의한 선택적 재량 등을 종합적으로 참작하여 심사하여야 할 것이다.

### 기본권제한 정도의 비례성
전체적으로 상충되는 기본권들 사이에 합리적인 조화를 이루고 있고, 그 제한에 있어서도 적정한 비례관계를 유지하고 있는 것으로 보인다.

### 명확성의 원칙 위배 여부
'채권자를 해함을 알고'라는 의미는 앞서 본 바와 같이 사해행위의 객관적 요건을 구비하였다는 것에 대한 인식이라고 해석될 수 있어 명확성의 원칙에 반하지 않는다.